# Distretto di Padre Marquez
Il distretto di Padre Marquez è uno dei sei distretti della provincia di Ucayali, in Perù. Si trova nella regione di Loreto e si estende su una superficie di 2.475,66 chilometri quadrati.
Istituito il 2 luglio 1943, ha per capitale la città di Tiruntan.